# Sogneforstanderskab
Sogneforstanderskaberne blev oprettet ved anordning af 13. august 1841 (Anordning om Landkommunalvæsnet) og betegnede ledelsen af sognekommuner. Ved lov af 6. juli 1867 blev disse afløst af sogneråd.

## Baggrund
Forud for sogneforstanderskaberne fandtes der allerede en række sognekommunale myndigheder inden for fattig- og skolevæsen, hvor de stedlige bønder medvirkede, men disse var udpeget af ovenordnede myndigheder.

## Sammensætning
Sogneforstanderskaberne bestod både af fødte og valgte medlemmer.
De fødte medlemmer omfattede::262
- Sognepræsten.
- Store lodsejere med mindst 32 tønder hartkorn. Havde man ikke bopæl i sognet, var der ikke mødepligt.
- Herredsfogeden og birkefogeden, dog uden mødepligt.

I 1855 bortfaldt godsejernes fødte medlemskab, herreds- og birkefogderne mistede stemmeretten, og præsten var fra nu af kun var født medlem for de sagers vedkommende, der angik skole- og fattigforhold. Valgretten blev udvidet til også at gælde husmænd og landarbejdere, men ikke tjenestekarle og eller kvinder.:312
Der skulle være 4 til 9 valgte medlemmer. Valgret og -barhed tilkom sognets mandlige beboere, som var 25 år gammel, ejede eller fæstede mindst 1 tønde hartkorn ager og eng eller 2 tønder skov- eller mølleskyld, og ikke dømt for en vanærende handling eller uden rådighed over sit bo. Valgperioden var seks år og halvdelen blev valgt hvert tredje år. Valget gennemførtes i fjerde kvartal forud for under ledelse af en valgbestyrelse udpeget af sogneforstanderskabet (første gang amtmanden) og i fuld offentlighed.:262-263
Ved ændringen af valgloven i 1855 blev de besiddende klasser sikret en stærk repræsentation derved, at den højst beskattede femtedel af vælgerne skulle vælge den større halvdel af sogneforstanderskabets medlemmer.:313
Efter nyvalg skulle alderspræsidenten indkalde forstanderskabet for valg af en formand, som sad i et år med mulighed for genvalg. Formanden indkaldte møderne, ledede forhandlingerne, førte forhandlingsprotokollen med alle afgørelser, varetog korrespondance og førte beslutningerne ud i livet. For hovedopgaverne fattig- og skolesager havde sognepræsten dog denne opgave.:263
Et medlem af et sogneforstanderskab, specielt formanden, blev kaldt sogneforstander.

## Ansvars- og forvaltningsområder
Ansvarsområderne for forstanderskaberne var fattig-, skole- og vejvæsen.:263
Forstanderskabet kunne af deres midte udpege én valgmand, som indirekte var med til at vælge amtsrådets valgte medlemmer.:264

## Ophør
Sogneforstanderskaberne blev i 1867 afløst af sogneråd.:317 Ved samme lejlighed blev en række kommunale opgaver omlagt, og kommunerne kom under endnu strengere tilsyn og kontrol fra de højere myndigheders side.:319